# Mistrzostwa Świata w Pięcioboju Nowoczesnym 1953
Mistrzostwa Świata w Pięcioboju Nowoczesnym 1953 – 4. edycja mistrzostw odbyła się w Santo Domingo.

## Klasyfikacja medalowa
| Lp. | Państwo           | złoto | srebro | brąz | Razem |
| --- | ----------------- | ----- | ------ | ---- | ----- |
| 1   | Węgry             | 1     | 1      | -    | 2     |
| 2   | Szwecja           | 1     | -      | -    | 1     |
| 3   | Argentyna         | -     | 1      | -    | 1     |
| 4   | Chile             | -     | -      | 1    | 1     |
| -   | Stany Zjednoczone | -     | -      | 1    | 1     |

## Medaliści

### Mężczyźni
| Złoto                                                      | Srebro                                                                              | Brąz                                                                |
| Indywidualnie                                              |                                                                                     |                                                                     |
| Gábor Benedek                                              | István Szondy                                                                       | William Andre                                                       |
| Drużynowo                                                  |                                                                                     |                                                                     |
| Szwecja · Lars Hall · Per-Ove Nilsson · Thorsten Lindqvist | Argentyna · Jorge Hugo Arguindegui · Luis Fernando Riera · Carlos Alberto Velázquez | Chile · Luis Carmona Barrales · Gerardo Cortés · Nilo Floody Buxton |